# Cellarengo
Cellarengo là một đô thị ở tỉnh Asti vùng Piedmont thuộc Ý, nằm ở vị trí cách khoảng 30 km về phía đông nam của Torino và khoảng 20 km về phía tây của Asti. Tại thời điểm ngày 31 tháng 12 năm 2004, đô thị này có dân số 651 người và diện tích là 10,8 km².
Cellarengo giáp các đô thị: Isolabella, Montà, Poirino, Pralormo và Valfenera.